# Bulianów
Bulianów – wieś w Polsce położona w województwie świętokrzyskim, w powiecie koneckim, w gminie Fałków.
Sołectwo dla tej wsi znajduje się we wsi Pląskowice.
W latach 1975–1998 miejscowość administracyjnie należała do województwa piotrkowskiego.
Wierni Kościoła rzymskokatolickiego należą do parafii Świętej Trójcy w Fałkowie.